# ولادة فينوس

لوحة "ولادة فينوس"

ولادة فينوس (بالإيطالية: Nascita di Venere)‏ ‎[ˈnaʃʃita di ˈvɛːnere]‏) هي لوحة للفنان الإيطالي ساندرو بوتيتشيلي أنجزها في حوالي منتصف ثمانينيات القرن الخامس عشر. تصور اللوحة إلهة الحب والخصوبة عند الرومان فينوس (المقابلة لأفروديت في الميثولوجيا الإغريقية) وهي تصل إلى الشاطئ بعد ولادتها. اللوحة موجودة في معرض أوفيزي في فلورنسا بإيطاليا.
غالبًا ما تتم مناقشة ومقارنة ولادة فينوس مع لوحة الربيع، وهي لوحة أخرى لبوتشيللي في نفس الموضوع. وتعتبر اللوحتان من أكثر اللوحات شهرة في العالم ومن العلامات البارزة في عصر النهضة الإيطالية. ويعود هذا إلى أسباب عديدة من بينها موضوع اللوحتين والتركيز على تفاصيل دقيقة في الميثولوجيا الرومانية التي خفت ظهورها في الفن منذ قرون مضت، وكذلك الحجم الضخم للوحة والتصوير غير المعهود لامرأة عارية كموضوع أساسي للوحة.
يعتقد أن اللوحة أنجزت في منتصف ثمانينيات القرن الخامس عشر، وأن أحد أفراد عائلة ميديتشي كلف بوتشيللي برسمها. إلا أن هناك خلاف بين مؤرخي الفن حول هذه النظرية بسبب عدم وجود نصوص يمكن من خلالها التأكد من وصف اللوحة وغيرها من المعلومات الأساسية. وقد حظيت اللوحة بعدد كبير من التفسيرات والتحليلات، والتي ربطها أكثرهم بالتأثر بالأناشيد الهومرية التي أعيد اكتشاف بعضها في فلورنسا في تلك الفترة والتي كانت بمثابة إحياء للتراث الكلاسيكي في الغرب، وأن ولادة فينوس كانت أيضًا بمثابة إحياء للتراث الكلاسيكي الغربي.

## التاريخ
لطالما قال مؤرخو الفن أن بوتيتشيلي كُلِّف برسم اللوحة من قبل عائلة ميديتشي في فلورنسا، وبالتحديد ربما يكون من كلفه هو لورينزو دي بييرفرانشيسكو دي ميديتشي (1463-1503) الذي كان من الرعاة المهمين لبوتيتشيلي، وكان ابن عم حاكم فلورنسا لورنزو دي ميديتشي الذي كان أيضًا أديبًا وراعيًا للفنون. ذكر هذا الرأي لأول مرة هربرت هورن في كتابه عام 1908، وهو أول عمل حديث رئيسي عن بوتيتشيلي، وقد وافقه المؤرخون واعتبروا نظرياته عن بوتيتشيلي أنها الأكثر دقة، ولكن في العقود الأخيرة وفي السنوات الأخيرة بالتحديد أصبحت نظرياته موضع شك على نطاق واسع، على الرغم من أن البعض لايزال موافقًا على النظرية.

## الأسلوب
اللوحة كبيرة الحجم، ولكنها أصغر قليلاً من لوحة الربيع، والتي رسمت على الخشب، أما ولادة فينوس فرُسمت على قماش. وقد ازدهر الرسم على القماش في تلك الحقبة خاصةً في اللوحات الاعتيادية التي كانت توضع في فيلات القرى والتي كان يراد بها أن تبدو بمظهر مبهج وبسيط على عكس اللوحات الأخرى التي كانت تعلق في المباني الفاخرة في المدينة والتي كان يراد بها أن تعطي مظهرًا أكثر جاذبية وحسّية.
أنجز بوتشيللي الرسمة على قطعتي قماش خيطتا معًا قبل البدء، مع إضافة خلفية جسو زرقاء. ونلحظ بعض الاختلافات في الأسلوب المعتاد لبوتشيلي الذي أنجز لوحات كثيرة على الخشب مثل إضافة طبقة خضراء أولية تحت مناطق الجسم.

## التفسيرات
لا توجد نصوص تفسر معاني اللوحة وما تأثر به بوتشيللي، ولكن هناك الكثير من النصوص المتعلقة التي يمكن ربطها باللوحة، ولذلك نجد أن مؤرخي الفن قدموا تفسيرات مختلفة حول المصادر والمعنى. وهناك جزء كبير منهم اتجه إلى الربط بالفلسفة الأفلاطونية الجديدة، ومنهم إرنست غومبريتش وإدغار ويند، حيث اعتبروا أن بوتشيللي أعاد تقديم أفكار الأفلاطونية الجديدة بخصوص الحب الإلهي على هيئة فينوس. فبالنسبة لأفلاطون وتابعيه، ومنهم الأكاديمية الأفلاطونية التي برزت في فلورنسا في ذلك الوقت، يعتقد أن لفينوس سمتين أساسيتين: هي الإلهة التي عاشت في الأرض وأغوت البشر بالحب الجسدي أو أنه إلهة سماوية أوحت للبشر بالحب الذهني. وقال أفلاطون أن تأمل جمال الجسد يجعل العقل قادرًا على فهم الجمال الروحي. أي أن النظر إلى فينوس، أجمل الآلهة، قد يتسبب في رد فعلي جسدي بالنسبة للمتلقي والذي يرفع من ذهنهم نحو كل ما هو إلهي.

### النصوص الأدبية
يعتقد أغلب المؤرخين أن أقرب نص أدبي للوحة قد يكون الإلهام لها هو أحد الأناشيد الهومرية القديمة للشاعر الإغريقي ديميتريوس تشالكوكونديليس والتي كانت قد نشرت في فلورنسا في عام 1488.

### اللوحات القديمة
في عصر بوتشيللي - أي عصر ما بعد الكلاسيكية في الغرب - كان إنجاز لوحة كبيرة الحجم تصوّر بشكل أساسي امرأة عارية هو شيء غير مسبوق، وكانت أقرب إلى التماثيل العارية التي كانت قد بدأت بالظهور بكثرة في تلك الفترة، وبالتحديد في روما التي عاش فيها أكثر من عام أثناء عمله على حيطان كنيسة سيستينا. وهذا التموضع لفينوس يشبه أعمالاً قديمة كتمثال «تواضع فينوس» لبراكسيتيليز حيث تغطي بيديها صدرها وفرجها، ومُغاير لتمثال وتصوير فينوس تنهض من جديد لأبيليس حيث تظهر رافعة يديها وكفّيها بالقرب من وجهها. أما العمل الذي قد يكون الأكثر تأثيرًا على بوتشيللي هو تمثال الرخام الذي يعرف باسم «فينوس ميديتشي» الذي كان ضمن مقتنيات عائلة ميديتشي وتم تشكيله في القرن الأول الميلادي خلال الحقبة الهلنستية، ويرجّح أن بوتشيللي كان قد فحصه.

### تفسير ماك

تم تقديم تفسير آخر للوحة من قبل مؤرخ الفن والمؤلف تشارلز ر. ماك. يأخذ هذا التفسير الكثير مما هو متفق عليه بشكل عام، لكن ماك يواصل شرح اللوحة على أنها قصة رمزية تمجد مآثر لورنزو دي ميديشي. لم يتم تبني هذا من قبل مؤرخي فن عصر النهضة بشكل عام، ولا يزال يمثل مشكلة، لأنه يعتمد على أن من كلّف رسم اللوحة هو أحد أفراد عائلة ميديتشي، إلا أن هذا لم يوثق هذا حتى القرن التالي.
يرى ماك أن المشهد مستوحى من الأنشودة الهومرية وكذلك الرسومات القديمة، لكنه يرى أن هناك شيء ما كان في ذهن أحد أفراد عائلة ميديتشي أكثر من مجرد اكتشاف أنشودة هومرية جديدة فهذه اللوحة هي استكمال بوتشيللي لمسيرة سلفه أبيليس وربما أنه تفوق عليه. ويدعم رأيه بمقطع من قصيدة كتبت في عام 1488 يقول نصًا أن بوتشيلي هو إحياء جيد لأبيليس. ومع هذه النظرة لبوتشيللي على أنه أبيليس الجديد، لابد أيضًا ملاحظة أن اللوحة تبرز الطبيعة الخاصة لقائد فلورنسا لورينزو دي ميديتشي. وبالرغم من أنه في الوقت الحاضر يعتقد أغلب المؤرخين أنه لم يكلّف بوتشيللي باللوحة بل فرد آخر من عائلته، إلا أن هناك احتمال بأنها بالفعل تتحدث عن لورينزو باعتباره كبير العائلة وحاكم فلورنسا.

## نسخ أخرى

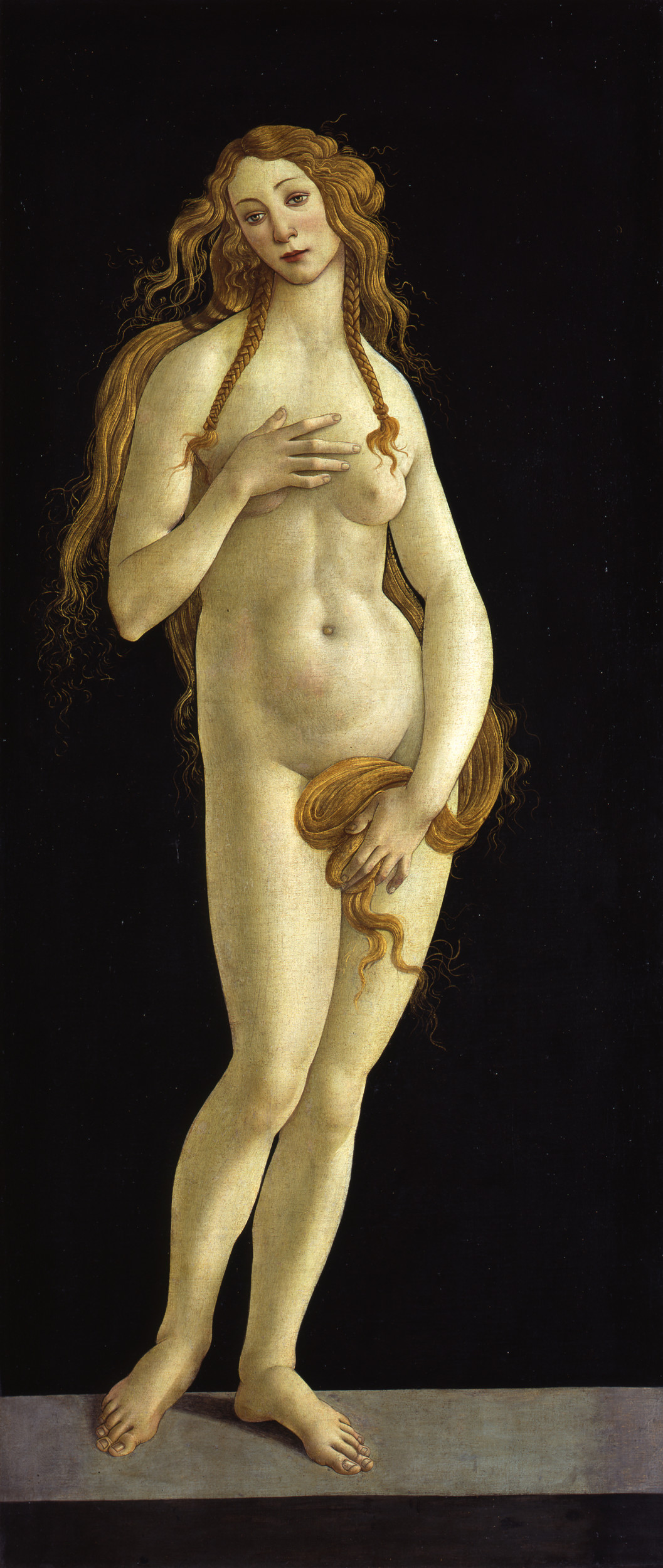
نسخة أخرى أنجزها مرسم بوتيتشيلي. المتحف الفني الألماني، برلين.

كرر بوتيتشيلي - أو على الأرجح مَرسمه - شخصية فينوس في لوحة أخرى حوالي عام 1490. , وقد صوّرت فينوس بالحجم الطبيعي بنفس الوضع، وهي موجودة في معرض سابوادا في تورين بإيطاليا. كما أن هناك نسخ أخرى للوحة تمت في مراسم في برلين، ويُرجّح أن بعضها دُمر في الممارسات التي عرفت بشعلة الغرور. كما وصلت نسخ أخرى إلى ألمانيا وفرنسا وربما تكون قد ألهمت فنانين مثل لوكاس كراناخ. بعد أكثر من عقد كامل، استوحى بوتشيللي شخصية فينوس في لوحة عارية تجسد فيها الحقيقة، وهي لوحة افتراء أبيليس (Calumny of Apelles)، ونرى فينوس في هذه اللوحة رافعة ليدها وتشير إلى عدالة السماء، كما أن تموضع جسمها يبدو إلى الأعلى، والتأثير العام كليًا هو مختلف عن ولادة فينوس.

## معرض صور

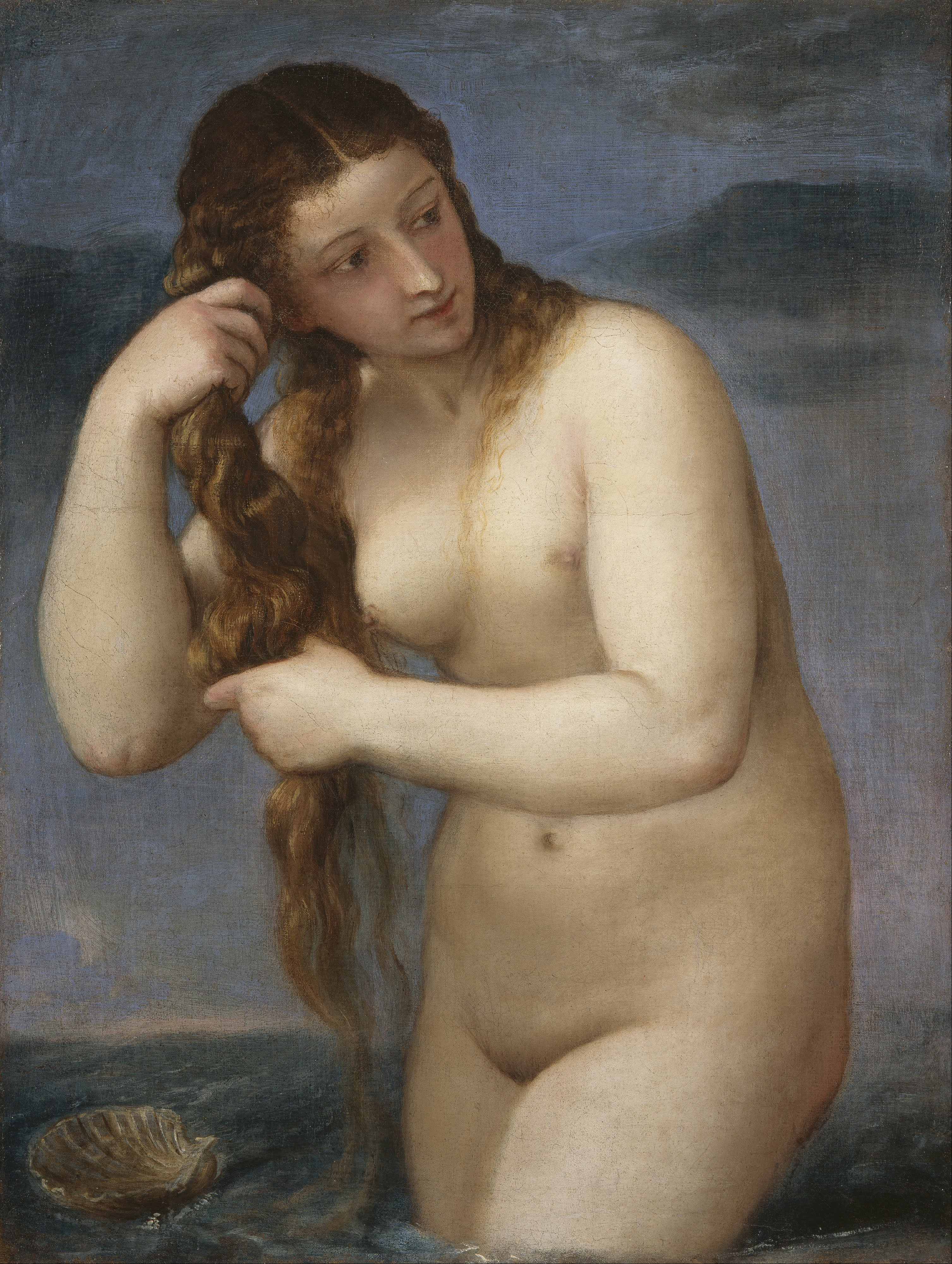
فينوس تنهض من البحر - تيتيان. 1520-25
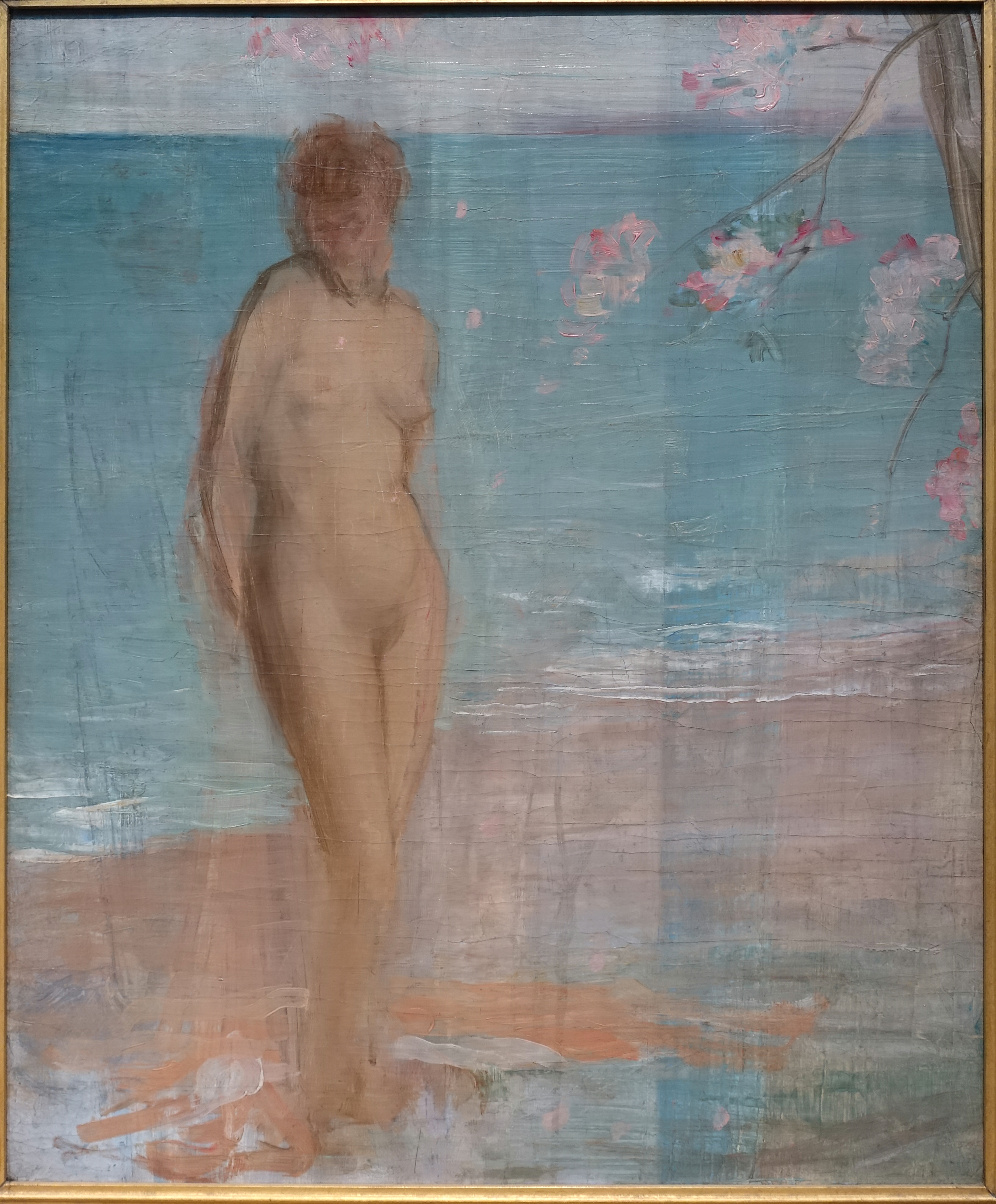
فينوس تنهض من البحر - جيمس مكنيل ويسلر. 1866-1870
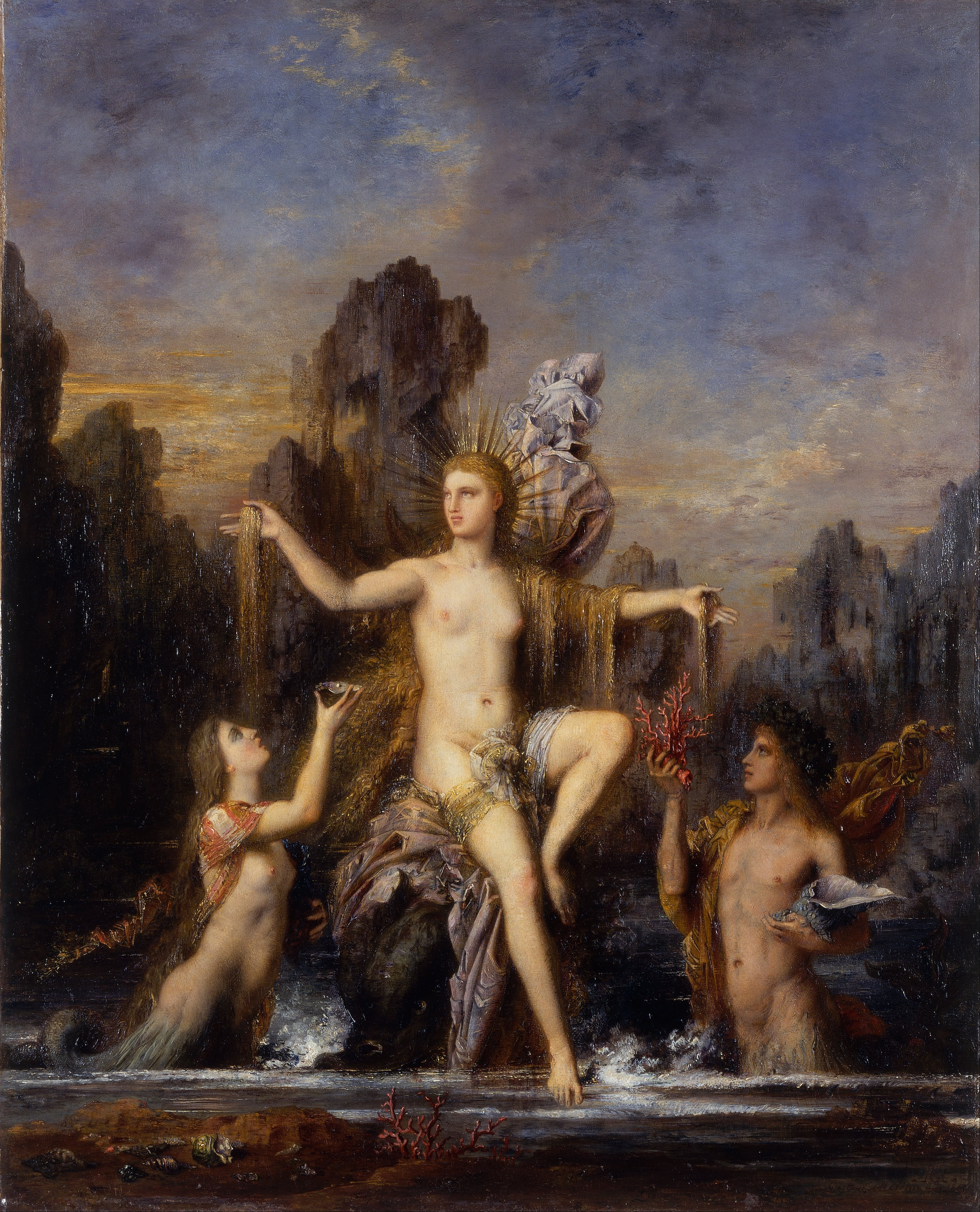
فينوس تنهض من البحر - غوستاف مورو. 1888
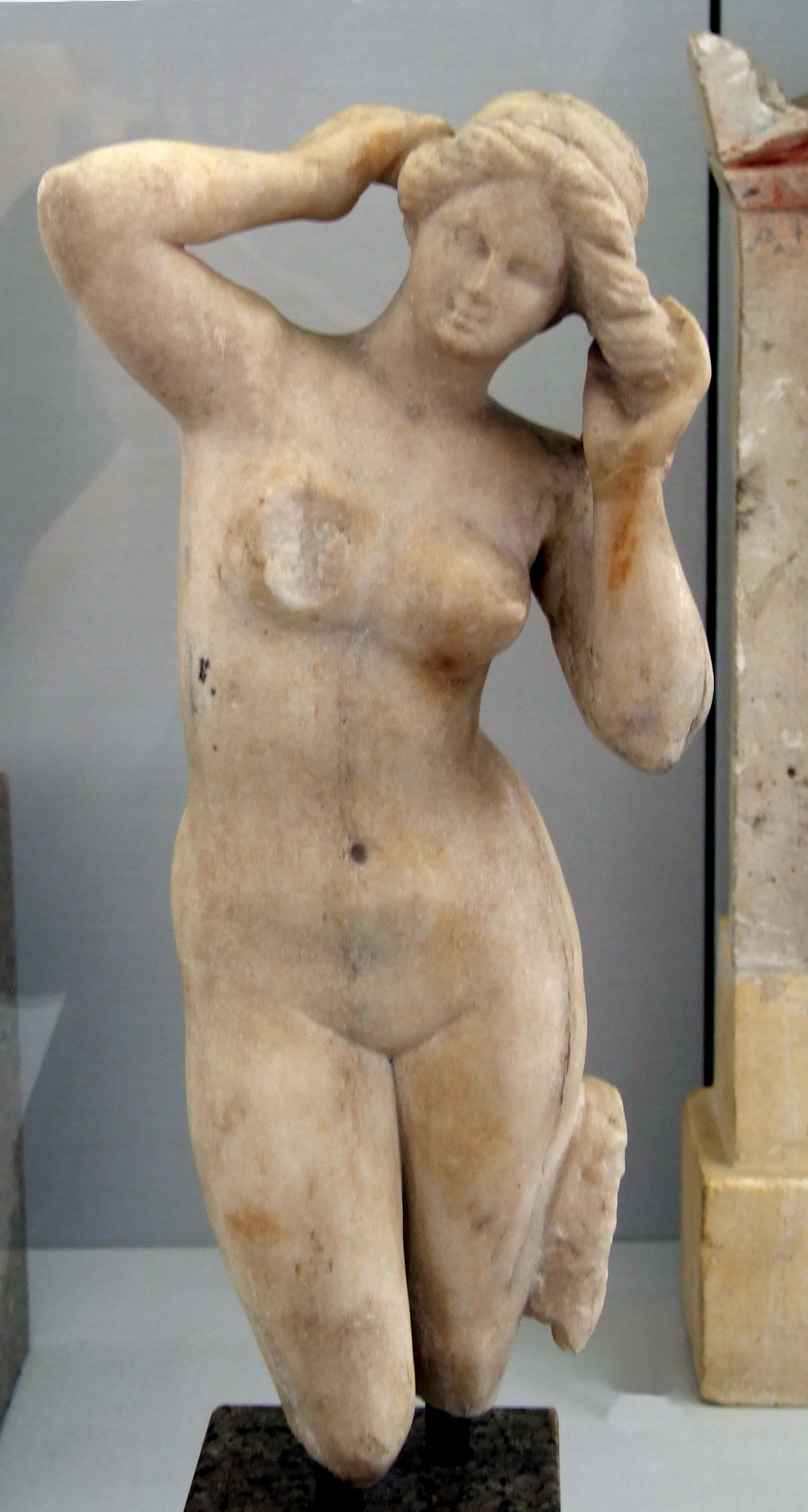
فينوس تنهض من البحر. القرن 1-2 قبل الميلاد
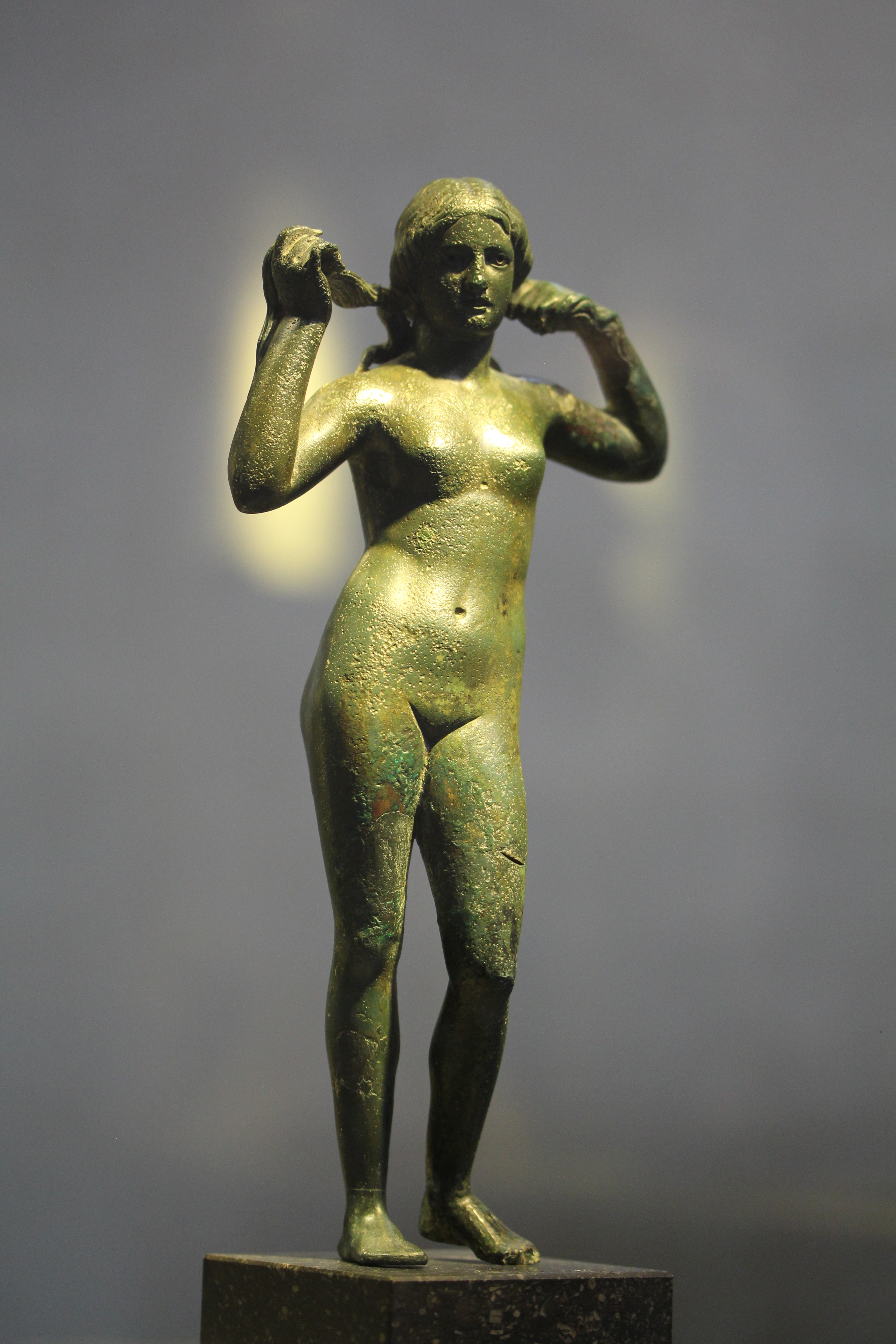
تمثال لفينوس - متحف ماريمونت الملكي ببلجيكا
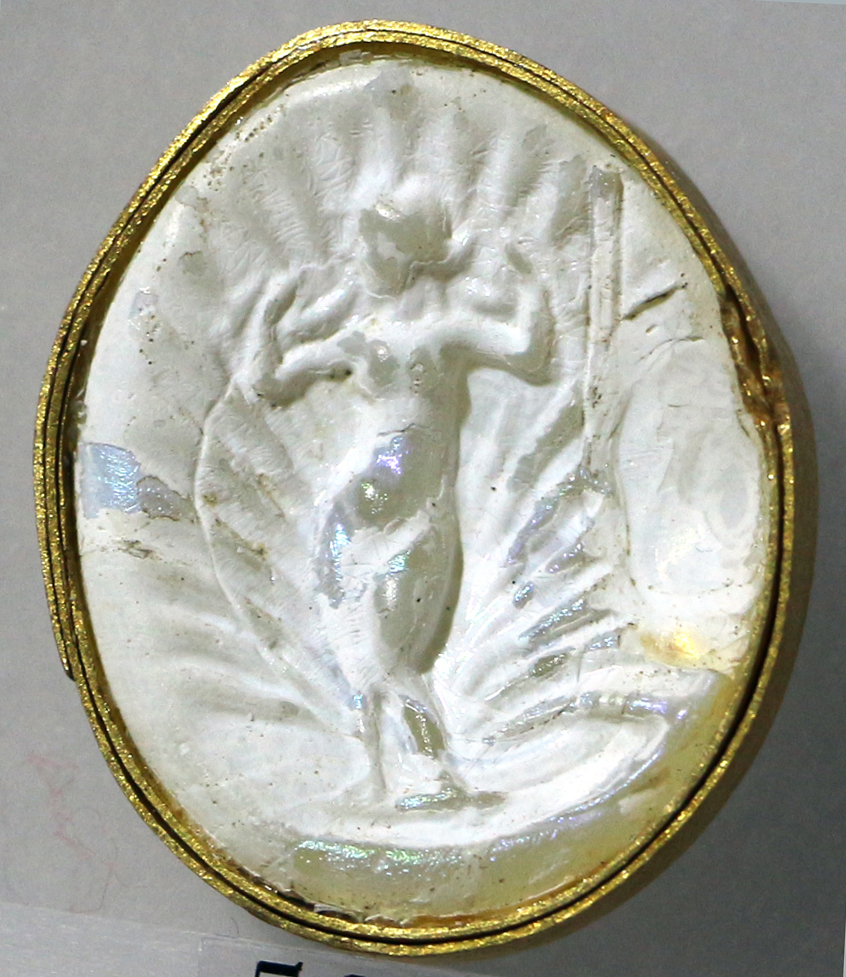
نقش لأفروديت
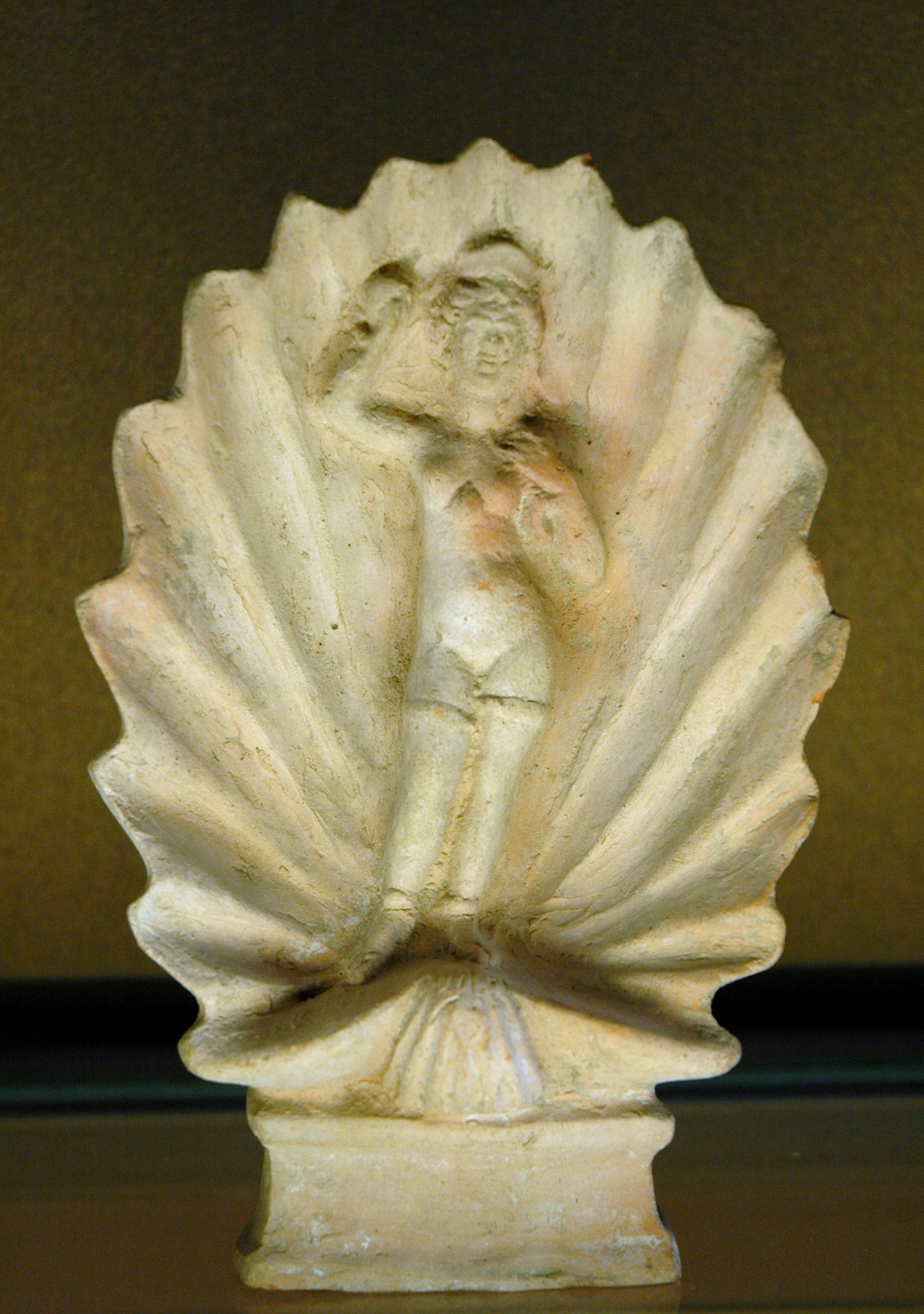
فينوس تنهض من البحر - متحف اللوفر